# Monheurt
Monheurt (okzitanisch Monurt) ist eine Gemeinde mit 193 Einwohnern (Stand 1. Januar 2022) in Frankreich im Département Lot-et-Garonne in der Region Nouvelle-Aquitaine (vor 2016 Aquitaine). Die Gemeinde gehört zum Arrondissement Nérac und zum Kanton Lavardac. Die Einwohner werden Monheurquais genannt.

## Geografie
Monheurt liegt etwa 39 Kilometer westnordwestlich von Agen an der Garonne, die die Gemeinde im Osten begrenzt. Umgeben wird Monheurt von den Nachbargemeinden Villeton im Norden, Tonneins im Nordosten, Nicole im Osten, Aiguillon im Südosten, Saint-Léger im Süden sowie Puch-d’Agenais im Westen.

## Bevölkerungsentwicklung
| Jahr                       | 1962 | 1968 | 1975 | 1982 | 1990 | 1999 | 2006 | 2011 | 2018 |
| Einwohner                  | 421  | 439  | 401  | 403  | 259  | 251  | 205  | 211  | 191  |
| Quellen: Cassini und INSEE |      |      |      |      |      |      |      |      |      |

## Sehenswürdigkeiten

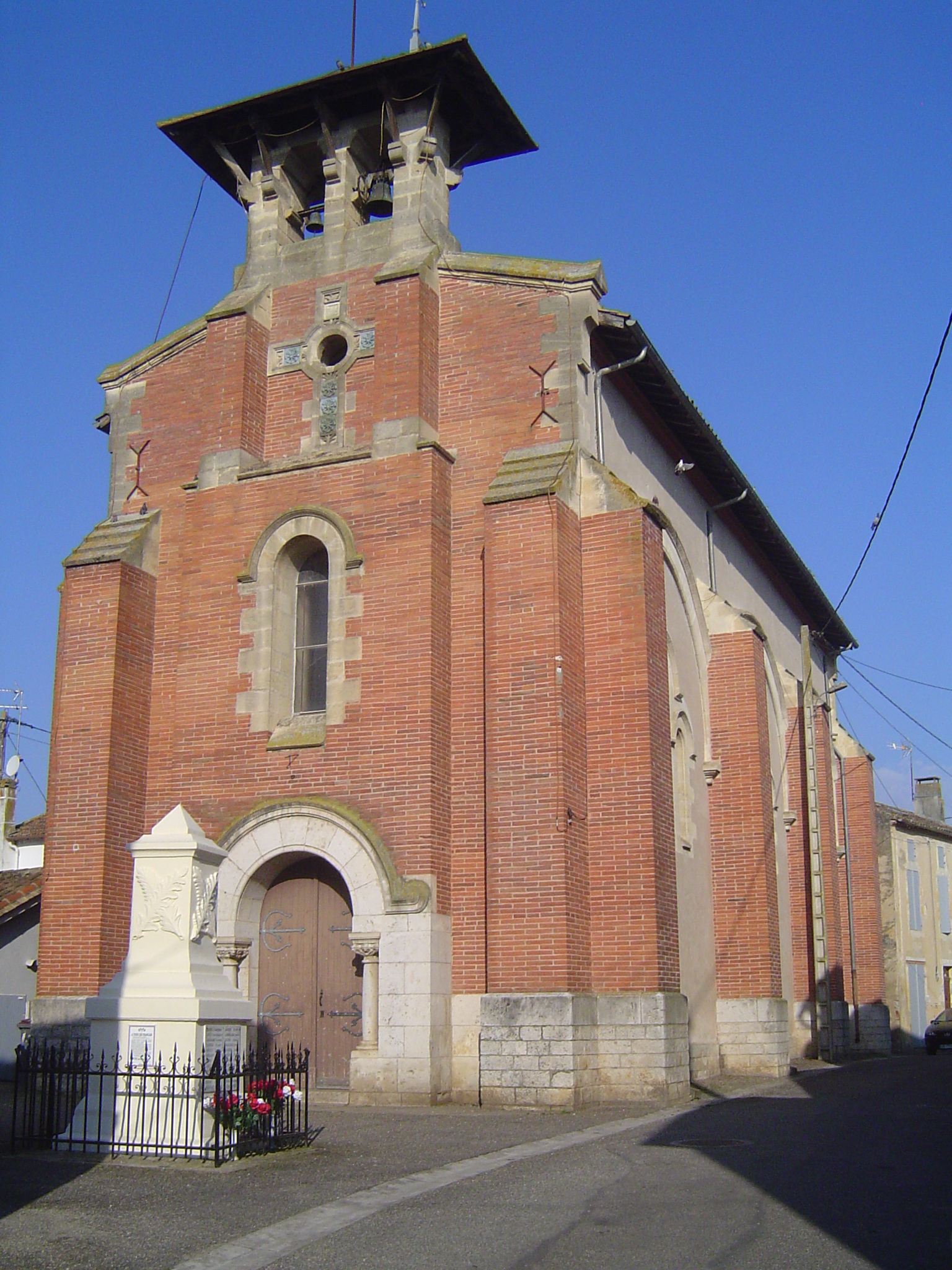
Kirche Saint-Cloud

- Kirche Saint-Cloud